# Zoltán Dani
Zoltán Dani (Sârbă: Золтан Дани) (n. 23 iulie 1956, Cuvin, RP Serbia, RSF Iugoslavia) a fost un colonel în armata iugoslavă și comandantul diviziei 3 a Brigăzii de Rachete 250⁠(d), care a doborât un F-117 Nighthawk în 27 martie 1999 în apropiere de satul Budanovci, pe parcursul războiului din Kosovo.
După ce s-a retras din stagiul militar, Dani a lucrat ca brutar în satul său natal, Scorenovaț. După tată este de origine secui bucovinean, iar după mamă român din Voivodina. Vorbește fluent trei limbi (româna, maghiara și sârba).